# Portal (jogo eletrônico)
Portal é um jogo de ação/puzzle em primeira pessoa desenvolvido pela Valve Corporation. O jogo foi lançado em um pacote chamado The Orange Box para Microsoft Windows e Xbox 360 em 9 de outubro de 2007 e para PlayStation 3 em 11 de dezembro do mesmo ano. A versão para Windows do jogo é também disponível separadamente via o sistema de distribuição de conteúdo da Valve, Steam, e foi lançado como um produto autônomo de varejo em 9 de abril de 2008. Uma versão separada intitulada "Portal: Still Alive" foi lançada no sistema Xbox 360 Live Arcade em 22 de outubro de 2008; esta versão inclui 14 fases bônus. Em 12 de maio de 2014 a Nvidia lançou uma versão do jogo em Android exclusivamente para seu console portátil Nvidia Shield. Em fevereiro de 2022, uma coleção com o jogo e a sua sequência, Portal 2, intitulado de Portal: Companion Collection foi anunciado para o console Nintendo Switch.
O jogo consiste basicamente de uma série de enigmas que devem ser solucionados ao teletransportar o personagem do jogador e outros objetos simples usando o "Aperture Science Handheld Portal Device" ("ASHPD", também conhecido como "Portal Gun"), um utensílio capaz de criar um portal interespacial entre superfícies planas. O personagem do jogador é desafiado por uma IA chamada "GLaDOS" para completar cada fase no "Aperture Science Computer-Aided Enrichment Center" usando a Portal Gun com a promessa de receber bolo quando todas as fases forem completadas. A física incomum criada pelo Portal Gun é a ênfase da jogabilidade do jogo, e é uma extensão de um conceito de portal semelhante em Narbacular Drop; vários dos membros do time DigiPen Institute of Technology que trabalharam em Narbacular Drop foram contratados pela Valve para a criação de Portal.
Portal tem sido aclamado como um dos mais originais jogos de 2007 apesar da sua duração relativamente curta. O jogo foi elogiado pela sua jogabilidade única e o seu enredo sombriamente humorístico, criado com a assistência de Erik Wolpaw e Chet Faliszek da fama "Old Man Murray". Ele também recebeu elogios pela personagem GLaDOS, que foi dublada por Ellen McLain na versão em inglês, e pela música dos créditos finais intitulada "Still Alive", composta por Jonathan Coulton especialmente para o jogo. A popularidade de Portal levou à criação de merchandise oficial por parte da Valve, incluindo Companion Cubes de pelúcia, e criações de fãs como recriações do bolo e réplicas do "Portal Gun".

## Jogabilidade
Em Portal, o jogador controla a protagonista, Chell, de uma perspectiva de primeira-pessoa durante o seu desafio de passar por uma série de salas usando a "Aperture Science Handheld Portal Device" ("ASHPD" ou "Portal Gun"; em português, "Arma de Portais"). A Arma de Portais é capaz de criar dois fins distintos de portais, um laranja e um azul. Os portais criam uma conexão visual e física entre dois locais diferentes no espaço tridimensional. Um portal é a entrada e/ou saída do outro portal, e vice-versa; todos os objetos que passam por um portal irão sair pelo outro. Um aspecto importante da física do jogo é o "redirecionamento do movimento linear"("Momentum"). Isto faz com que um objeto que passa por um portal saia na mesma direção e da mesma maneira pelo outro portal. Isto faz com que seja possível pular em um portal e emergir movendo-se em direções diferentes pela sala. Por exemplo, uma manobra comum é pular em um portal que está no chão e emergir pelo outro pela parede, sobrevoando uma fenda ou outro obstáculo (vide ilustração). Isto permite que o jogador lance objetos ou a própria Chell em grandes distâncias, ambos vertical e horizontalmente, o que é referido pela Valve como "flinging" (em português, "arremesso"). E como GLaDOS fala: "Em termos de leigos, coisinha rápida entra, coisinha rápida sai". Se os portais não estão em planos paralelos, o personagem quando passa por eles é reorientado para sair de pé, sempre respeitando a gravidade após sua saída.
Chell e todos os outros objetos móveis no jogo podem passar pelos portais. Contudo, um tiro de um portal não passa por um portal aberto; o tiro simplesmente falhará ou resultará num portal criado em uma posição desalinhada. Se um portal da mesma cor de um já existente for criado, o portal anterior será destruído. Objetos móveis, vidro, superfícies especiais, líquidos ou áreas que são muito pequenas não irão acomodar portais. Chell é por vezes provida com cubos que ela pode carregar e usar para subir em cima ou para colocar sobre grandes botões que abrem portas ou ativam mecanismos. No fim de cada nível e durante alguns deles, existe um campo de partículas que, após atravessado, fecha quaisquer portais antes abertos e desintegram qualquer objeto levado. Tais campos também bloqueiam quaisquer tiros de portais.
Apesar de Chell ser equipada com saltos especiais para prevenir o dano de quedas altas, ela pode ser ferida ou morta por vários outros elementos perigosos nas câmaras de testes, como androides fixos (que atacam com metralhadoras com mira laser todos os objetos móveis à sua frente), bolas de energia móveis e líquido tóxico eletrificado. Ela também pode ser morta por objetos caindo através de portais e por uma série de "esmagadores" que aparecem em certos níveis. Ao contrário da maioria dos jogos de ação, não existe uma contagem visível de pontos de vida; Chell morre se receber uma certa quantia de dano em um curto período de tempo, mas retorna à vida completa razoavelmente rápido.
A Arma de Portais dá ao jogador o acesso a variadas maneiras de completar as várias câmaras de teste. Em sua primeira prévia de Portal, a GameSpot afirmou que existem várias soluções para completar cada enigma, e que a jogabilidade "fica ainda mais insana, e os diagramas exibidos no trailer mostraram algumas coisas incrivelmente insanas que [o jogador] pode tentar". Dois modos adicionais de jogo são destravados após a conclusão do jogo: os "Mapas de Desafio" e as "Câmaras Avançadas"; ambas desafiam o jogador a encontrar métodos alternativos de solucionar cada nível. Nos Mapas de Desafio, os níveis são revisitados com o objetivo adicional de completar cada fase com o menor tempo, menor número de portais abertos ou menor número de passos possível. No modo de Câmaras Avançadas, certos níveis são alterados para ficar mais complexos, com a adição de mais obstáculos e/ou ameaças.
As versões para PC e Xbox 360 do jogo também contêm um número de conquistas. Estas variam de requerimentos normais de jogabilidade, como obter a Arma de Portais, a vários truques, como usar os portais para pular a uma distância em particular. Semelhantemente a outros jogos que usam a Source desde Half-Life 2, Portal pode ser jogado com os comentários ativos; ícones especiais irão aparecer durante o jogo, sendo ativados pelo jogador para reproduzir os comentários dos produtores como certas partes dos níveis foram desenvolvidos.

## Enredo

### Personagens
O jogo possui somente dois personagens: a protagonista controlada pelo jogador chamada Chell, e GLaDOS ("Genetic Lifeform and Disk Operating System"; em português, "Forma de vida Genética e Sistema Operacional em Disco"), um computador de inteligência artificial que monitora e direciona o jogador. Na versão em inglês, GLaDOS é dublada por Ellen McLain. A única informação apresentada sobre Chell é dada por GLaDOS; a credibilidade dos fatos apresentados, como o de Chell ter sido adotada, uma órfã e não ter amigos, é questionável ao máximo já que GLaDOS eventualmente admite ser mentirosa e a torreta como ataque.

### Época

O logotipo dos laboratórios da Aperture Science

Portal se ambienta no "Centro de Enriquecimento" dos "Laboratórios Aperture", também conhecido como "Aperture Science", a corporação de pesquisas responsável pela criação do Aperture Science Handheld Portal Device (ou "Arma de Portais"). Informação sobre a empresa é revelada durante o jogo e através de um website oficial específico.
De acordo com o website da Aperture Science, a empresa foi fundada em 1953 por Cave Johnson para o único propósito de fabricar cortinas de chuveiro para o exército estadunidense. Contudo, após tornar-se mentalmente instável devido a intoxicação por mercúrio em 1978, Johnson criou um plano de Pesquisa e Desenvolvimento de três áreas para fazer a sua organização bem sucedida. As duas primeiras áreas, "Heimlich Counter-Maneuver" (em português, "Contra-Manobra de Heimlich"; uma manobra designada para assegurar o estrangulamento) e a "Take-A-Wish Foundation" (em português, "Fundação Tome-Um-Desejo"; um programa que toma os desejos de crianças à beira da morte e os realiza para adultos totalmente saudáveis e não relacionados), foram falhas comerciais e levou a empresa a ser investigada pelo Senado dos Estados Unidos. Contudo, quando o comitê investigativo ouviu falar do sucesso da terceira área, o "túnel quântico ad-hoc de tamanho de homem através do espaço físico com possíveis aplicações como cortina de chuveiro", eles cessaram a investigação permanentemente e deram ao Aperture Science um contrato sem data de término para que ele pudesse continuar as suas pesquisas. O desenvolvimento de GlaDOS, uma "assistente de pesquisa e sistema operacional em disco artificialmente inteligente", começou em 1986 em resposta ao trabalho semelhante na tecnologia de portais da Black Mesa. Uma apresentação vista durante o jogo revela que GLaDOS foi também inclusa em uma oferta proposta para degelar linhas de combustíveis, incorporada como um "disco de sistema operacional completamente funcional" que é "indiscutivelmente viva", ao contrário da proposta da Black Mesa que "inibe gelo, nada mais". Quase treze anos depois, o trabalho em GlaDOS foi completada e a IA não testada foi ativada durante o primeiro dia anual de "traga a sua filha para o trabalho" da empresa. Os registros terminam neste ponto com uma nota positiva.
As porções do Aperture Science Enrichment Center que Chell explora sugerem que elas fazem parte de uma instalação de pesquisa massiva. Na época dos eventos descritos em Portal, as instalações do Aperture Science Enrichment Center aparentam estar desertadas, apesar da maioria dos seus equipamentos permanecerem operacionais sem controle humano. Embora o Aperture Science exista no universo da série Half-Life, não é esclarecida a posição destes eventos na linha do tempo desta série. Em um ponto, GLaDOS afirma que "o mundo mudou desde a última vez que Chell saiu daquele local", alegando ser a única coisa existente entre "nós" e "eles"; contudo, ela não entra em detalhes.
O abandono aparente das instalações pode não ter sido totalmente intencional por parte da equipe da Aperture Science. Na área final do jogo, um telefone vermelho com vários fios encontra-se em uma mesa perto da câmara que abriga o hardware de GLaDOS, o qual nos comentários dos produtores em jogo é revelado que seria usado pelos empregados da Aperture Science para fazer uma ligação de emergência em caso GLaDOS "se torne sensível e/ou endeusada". O comentarista então denota que, claramente, este sistema à prova de falhas não funcionou como planejado. No jogo, GLaDOS afirma ter inundando a instalação com neurotoxinas mortais, o que fez os empregados da Aperture instalarem um núcleo de moralidade na mesma.
Aperture Science, Inc. é também mencionado durante Half-Life 2: Episode Two, no qual o navio quebra-gelo Borealis, pertencente à coorporação, é dito como desaparecido sob circunstâncias misteriosas, junto a parte do seu dique seco. Durante o seu desenvolvimento, Half-Life 2 possuía um capítulo ambientado no Borealis, mas este capítulo foi abandonado e removido antes do lançamento.

### História
A história de Portal é contada ao jogador via mensagens de áudio proferidas por GLaDOS e por escrituras nas paredes de salas escondidas nos últimos estágios. O jogo se inicia com Chell acordando de uma cama de êxtase ouvindo instruções e advertências de GLaDOS sobre o teste experimental do qual Chell logo irá participar. Esta parte do jogo envolve diversas "câmaras de teste"  que, em sequência, vai introduzindo aos jogadores as mecânicas do jogo. Os anúncios de GLaDOS servem não somente para instruir Chell e ajudá-la no seu progresso pelo jogo, mas também para criar uma atmosfera e desenvolver a IA como um personagem. É prometido a Chell um bolo e terapia como recompensa, caso ela consiga completar todas as câmaras de teste.
Chell procede pelo Enrichment Center vazio, interagindo somente com GLaDOS. Ao longo do jogo, pistas dos objetivos de GLaDOS são revelados, mostrando que estes são mais sinistros do que o seu comportamento prestativo sugere. Apesar de ela ser designada para aparecer prestativa e encorajante, as ações e discursos de GLaDOS sugerem falsidade e insensibilidade em relação à segurança e bem-estar das cobaias. As câmaras de teste se tornam cada vez mais perigosas, seguindo o progresso de Chell, e GLaDOS ainda direciona Chell a um "curso de fogo livre designados para andróides militares" devido às câmaras de teste comuns estarem "sob reparo". Em outra câmara, GLaDOS introduz a fidelidade e importância do "Weigthed Companion Cube" (lit. "Cubo de Companhia Ponderada", referido informalmente como "Cubo Companheiro"), um grande cubo metálico com um único e grande coração rosa em cada lado, para poder completar a câmara. Contudo, ao fim da câmara, GLaDOS declara que ele "infelizmente deve sofrer eutanasia" em um "incinerador de inteligência de urgência" antes que Chell possa continuar. Algumas das últimas câmaras possuem andróides com armas laser e vozes de crianças (também dublado por McLain) que atiram em Chell, simpatizando-se com a mesma após serem desativados ("Eu não lhe culpo" e "Sem ressentimentos").
Após Chell completar a última câmara de teste, GLaDOS a parabeniza e a prepara para sua "incandescência de vitória", onde ela lentamente leva Chell a uma plataforma móvel em direção a um abismo de fogo. Enquanto que GLaDOS assegura Chell de que "todas as tecnologias da Aperture permanecem seguramente operacionais com temperatura de 4000 kelvin", Chell escapa com o uso da Arma de Portais e traça seu caminho pelas áreas de manutenção do Enrichment Center.  Ao longo desta seção, GLaDOS ainda manda mensagens a Chell, e se torna claro que GLaDOS se tornou corrupta e pode ter matado todos que estavam no centro. Chell traça seu caminho pelas áreas de manutenção e escritórios vazios por trás das câmaras. Ao invés de receber orientações de GLaDOS, mensagens em graffiti nas paredes apontam a direção certa para Chell. Estas áreas de "bastidores", que estão em extremo mau estado, contrastam-se com seu tom forte em relação ao visual limpo e futurista das câmaras de teste. As escrituras em graffiti incluem afirmações como "the cake is a lie" (lit. "o bolo é uma mentira") e pastiches do poema "The Charito" de Emily Dickinson, "The Reaper and the Flowers" de Henry Wadsworth Longfellow e "No Coward Soul Is Mine" de Emily Brontë, lamentando a morte do Cubo Companheiro.
GLaDOS tenta dissuadir Chell com ameaças de dano físico e afirmações enganadoras, alegando que ela está indo para o lugar errado quando Chell vai mais longe nas áreas de manutenção. Eventualmente, Chell alcança uma grande câmara na qual o hardware de GLaDOS fica pendurado no teto. GLaDOS continua a reclamar das ações de Chell, e após dizer que possui uma "surpresa" para ela, uma das esferas de núcleo de personalidade de GLaDOS cai; Chell joga tal esfera em um incinerador. GLaDOS então revela que Chell tinha destruído o "núcleo de moralidade", o qual os empregados do Aperture Science alegadamente instalarem após GLaDOS ter "inundado o Enrichment Center com uma neurotoxina mortal", e chega a dizer que agora não existe nada que a evite de fazer o mesmo novamente. Uma contagem de seis minutos se inicia enquanto que Chell desaloja e incinera mais peças de GLaDOS, com GLaDOS tentando desencorajá-la com uma série de provocações e insultos cada vez mais juvenis, usando de mísseis, também, para destruí-la. Após Chell desintegrar a última peça, um defeito de portais rasga a sala ao meio e transporta tudo à superfície. Chell é então vista deitada do lado de fora do portão das instalações, junta aos restos de GLaDOS. A cena final é trocada na versão para PC com um patch, que esteve disponível alguns dias antes do anúncio de Portal 2; nesta continuidade retroativa, o corpo inconsciente de Chell é levado da instalação por algo ou alguém não visto falando com voz robótica, agradecendo-a por ter assumido a "posição de submissão ao time de escolta" (uma referência ao pedido de GLaDOS de ela assumir tal posição após escapar).
A cena final, após um longo e rápido zoom pelas entranhas da instalação, mostra uma mistura de prateleiras ao redor de um Bolo Floresta Negra e o Cubo Companheiro. As prateleiras contêm dúzias de outros "núcleos de personalidade", alguns deles se acendendo antes de um braço robótico descender e apagar a única vela do bolo. Enquanto os créditos rolam na tela, GLaDOS entrega um relatório de conclusão: a música "Still Alive", considerando o experimento um "grande sucesso".

## Desenvolvimento

### Conceito
Portal é o sucessor espiritual de Nabacular Drop, um jogo independente de 2005 lançado por estudantes do DigiPen Institute of Technology; A equipe original que trabalhou no Nabacular Drop agora está empregada na Valve. A Valve demonstrou interesse em Nabacular Drop durante um evento anual que acontece na DigiPen; Robin Walker, um dos desenvolvedores da Valve, viu o jogo na feira e mais tarde entrou em contato com a equipe para dar alguns conselhos e oferecer uma chance de mostrar o jogo nos escritórios da Valve. Após a apresentação o presidente da Valve, Gabe Newell, ofereceu todos os trabalhos da equipe na Valve para que eles pudessem desenvolver ainda mais o jogo. Newell comentou mais tarde que ficou impressionado com a equipe da DigiPen e como "eles realmente tinham levado o conceito além", pois já teriam incluído a interação entre portais e as físicas, completando a maior parte do trabalho que a equipe da Valve teria que fazer por conta própria. Alguns elementos foram mantidos de Nabacular Drop, tais como os sistemas de identificação dos dois pontos finais dos portais com as cores laranja e azul. Uma diferença fundamental entra as mecânicas dos portais dos dois jogos, porém, é que a arma de portais de Portal não é capaz de criar um portal através de um portal existente ao contrário de Nabacular Drop. A história do jogo original de uma princesa tentando escapar de uma masmorra foi substituída pela Aperture Science. Portal levou aproximadamente dois anos e quatro meses para ser concluído depois que a equipe da DigiPen foi trazida para a Valve, e menos de 10 pessoas estavam engajadas em seu desenvolvimento. O escritor de Portal, Erik Wolpaw que, juntamente com o colega escritor Chet Faliszek, foi contratado pela Valve para o jogo, afirmou que "Sem restrições, Portal não seria um jogo tão bom".

### Design
As definições do jogo começaram a ser criadas por testadores que passaram muito tempo tentando completar os puzzles utilizando elementos decorativos, mas não funcionais. Como resultado, eles foram redefinidos para serem minimizados e fazer os aspectos de utilização de um puzzle ser mais fácil de detectar, usando uma sensação clínica semelhante a do filme A Ilha (2005). Além das câmaras de teste e demais, houve planos para adicionar uma terceira área no jogo, tratava-se de um espaço de escritórios que estaria localizado logo após as áreas de manutenção da instalação da Aperture, porém a equipe do jogo acabou ficando sem tempo para incluí-lo. Eles também abandonaram a ideia da introdução do doutor Doug Rattmann, o personagem responsável por fazer as pichações nas paredes das zonas de manutenção, para evitar que a narrativa do jogo ficasse em excesso, contudo, este personagem conseguiu ser apresentado em uma história em quadrinhos tie-in intitulada "Lab Rat" ("Rato de Laboratório", no Brasil) que liga a história de Portal a Portal 2. De acordo com o líder de projetos do jogo, Kim Swift, a batalha final com GLaDOS passou por várias iterações, como por exemplo: tendo o jogador sendo perseguido por lasers dos filmes do James Bond (mecânica que foi parcialmente acrescentada nas turrets), um Portal Kombat onde o jogador teria que redirecionar foguetes enquanto evitava ser alvejado por turrets e também uma sequência de perseguição envolvendo a GLaDOS. Eventualmente, eles descobriram que testadores do jogo gostaram e avaliaram bastante um simples puzzle que possuia uma contagem regressiva próxima ao fim; Swift notou, "A pressão imposta pelo tempo faz as pessoas pensarem que algo é muito mais complicado do que realmente é", e Wolpaw admitiu: "Foi muito barato fazer [o gás de neurotoxina]" a fim de simplificar o diálogo durante a batalha.
O rosto e o corpo da Chell foram modelados por Alésia Glidewell, uma atriz americana freelancer, que foi selecionada pela Valve por meio de uma agência local que visava buscar alguém para a estrutura de rosto e corpo da personagem. Ellen MacLain forneceu a voz para a antagonista GLaDOS. Erik Wolpaw observou que: "Quando ainda estavam procurando por uma voz para as turrets, Ellen fez uma dublagem sensual para elas. Não funcionou para as turrets mas nós gostamos muito, e por isso a versão ligeiramente modificada dessa voz tornou-se o modelo da encarnação final de GLaDOS". Mike Patton fez os rosnados do núcleo de personalidade definitiva da GLaDOS chamado de "Anger Sphere" (em tradução livre: "Esfera Raivosa").

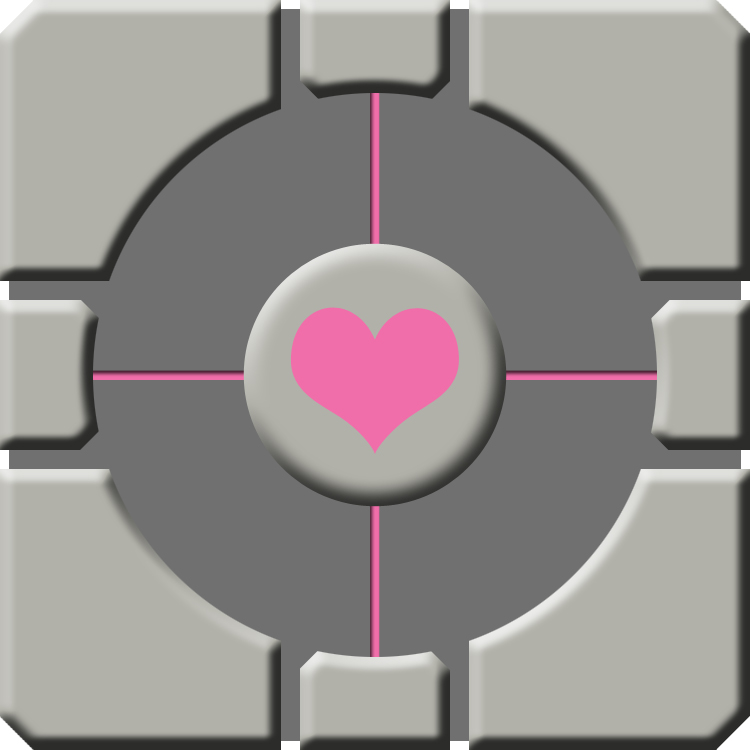
Weighted Companion Cube visto lateralmente

O Companion Cube (originalmente "Weighted Companion Cube") foi uma inspiração de Kim Swift com a ajuda de Wolpaw depois que ele leu alguma coisa sobre "coisas de interrogatórios desclassificadas pelo governo" que dizia que "o isolamento leva indivíduos a se anexarem a objetos inanimados", Swift comentou: "Nós fizemos uma longa fase chamada "Box Marathon" ("Maratona da Caixa" em tradução livre), nela nós queríamos que os jogadores levassem uma caixa do início até o fim [da fase], mas as pessoas acabavam esquecendo a caixa, então nós tivemos um diálogo sobre acrescentar corações no cubo, e continuamos a observar até que as pessoas tornaram-se ligadas à caixa. Mais tarde, nós acrescentamos a ideia da incineração. A expressão artística cresceu a partir do gameplay." Wolpaw observou ainda que a necessidade de incinerar o Companion Cube veio como resultado do design da batalha final; eles reconheceram que não tinham introduzido a ideia de incineração necessária para completar a batalha contra a GLaDOS, e treinando o jogador a fazê-lo com o Companion Cube, encontrou a narrativa "muito mais forte" com a sua "morte". Swift também assinalou que as semelhanças em situações psicológicas observadas no jogo com a Experiência de Milgram ou o filme 2001: Uma Odisseia no Espaço foi mera casualidade.
O nome completo da arma de portais, Aperture Science Handheld Portal Device (também abreviado como ASHPD), assemelha-se bastante com o encurtamento do nome Adrian Shepard, o protagonista de Half-Life: Opposing Force. Tal semelhança foi notada pelos fãs antes mesmo do lançamento do jogo; como resultado, a equipe colocou uma red herring no jogo e destacou cartas de Adrian Sheppard nos teclados encontrados dentro do jogo.
De acordo com Kim Swift, o bolo mencionado diversas vezes no jogo é de Floresta Negra pois ela acreditava que era o melhor da Regent Bakery localizada em Redmond, Washington e, como um easter egg dentro do jogo, a receita do bolo está dispersa em várias telas mostrando linhas de código binário. A Regent Bakery afirmou que desde que o jogo foi lançado, o seu bolo Floresta Negra tem sido um dos seus itens mais populares.

### Trilha sonora
A maior parte da trilha sonora presente no jogo, incluindo as músicas ambientes foi composta por Kelly Bailey e Mike Morasky, elas sempre tinham em essência algo sombrio e misterioso para que coincidissem com o humor dos ambientes. A canção dos créditos finais, "Still Alive", foi escrita por Jonathan Coulton e cantada por Ellen McLain interpretando a personagem GLaDOS. A música também está presente numa versão instrumental de samba em rádios em certos pontos dentro do jogo. Segundo Wolpaw, Colton foi convidado para a Valve um ano antes do lançamento de Portal, embora ainda não estivesse claro onde ele contribuiria. "Uma vez que Kim [Swift] e eu nos encontramos com ele, rapidamente tornou-se evidente que ele tinha a sensibilidade perfeita para escrever uma canção para a GLaDOS." A utilização da música nos créditos finais foi inspirada em um conceito similar ao do jogo God Hand, um dos favoritos de Wolpaw. No dia 1 de abril de 2008 a canção foi lançada e disponibilizada para download gratuito para o jogo musical Rock Band. A trilha sonora de Portal foi lançada como uma parte da The Orange Box Original Soundtrack.
A trilha sonora de Portal também foi lançada no álbum Portal 2: Songs To Test By (Edição de Colecionador) lançado em 30 de outubro de 2012, composto por quatro discos, ele trouxe músicas de ambos os jogos da série e tornou-se disponível para download via Steam em 24 de setembro de 2014.

### Marketing
A popularidade do jogo e de seus personagens levou a Valve a desenvolver mercadorias de Portal que foram disponibilizadas para venda em sua própria loja virtual Steam. Alguns dos itens mais populares foram o Companion Cube, brinquedos e até dados de pelúcia. Quando lançado pela primeira vez, ambos foram vendidos em menos de 24 horas. Outros produtos disponíveis através da Steam incluem camisetas, canecas estilizadas com a Aperture Science e mercadorias relacionadas com a frase "O bolo é uma mentira", que tornou-se um meme de internet. Wolpaw afirmou que eles não esperavam que certos elementos do jogo fossem virar tão populares como estavam, enquanto outros elementos que eles tinham esperado que se tornassem modas foram ignorados, como por exemplo, um aro gigante observado durante a última cena do jogo que a equipe apelidou de "Hoopy".

## Recepção da crítica
Portal recebeu aclamação pela crítica, tendo ganhado mais elogios do que Half-Life 2: Episode 2 ou Team Fortress 2, os outros dois jogos incluídos na The Orange Box. Ele também foi elogiado pela sua jogabilidade única e sua narrativa cheia de humor negro. A Eurogamer citou que "a forma como o jogo progride de ser um simples conjunto de tarefas superficiais até virar uma parte da história de Half-Life é absolutamente genial", enquanto o GameSpy citou que "Portal carece de comprimento, mais do que compensa em alegria." O jogo foi criticado pelos seus ambientes esparsos, e ambos criticaram e elogiaram a sua duração curta. O Metacritic indicou uma pontuação geral de 90/100 para a versão para computadores baseando-se em 28 avaliações. Em 2011, a Valve afirmou que Portal já tinha vendido mais de quatro milhões de cópias, incluindo o jogo autônomo, a The Orange Box e a versão para a Xbox Live Arcade.
O jogo gerou uma legião de fãs do Companion Cube (mesmo que o próprio cubo não fale ou interaja com nada no jogo), eles criaram pelúcias do objeto e até versões em papercraft juntamente com várias turrets. Também foram feitos casemods do cubo para computadores e modelos do bolo de Portal e da própria Portal Gun. Jeep Barnett, um dos programadores de Portal, falou que os jogadores têm dito à Valve que se sentiram mais emocionais incinerando o Companion Cube do que machucando as "Little Sister" de BioShock. Ambos GLaDOS e o Companion Cube foram nomeados para o prêmio de "Melhor Novo Personagem" no G4, com GLaDOS ganhando o prêmio por "ter linhas que serão exploradas por jogadores nos próximos anos".
Ben Croshaw do Zero Ponctuation fez uma única análise inteiramente positiva sobre o jogo na história da amostra, chamando-o de "o mais divertido que você terá com o seu PC até que inventem um force-feedback de uma braguilha". Croshaw também disse: "Eu fui esperando uma série de quebra-cabeças baseados em portais interessantes, e isso é exatamente isso que eu tenho, mas o que não esperava era um humor negro dos mais engraçados como breu que eu já ouvi em um jogo". Ele também afirmou que, enquanto o jogo é curto, o período de duração de dois até três horas de jogo foi perfeito para não estender mais tempo do que às suas boas-vindas, e também elogiou ainda mais o jogo descrevendo-o como "absolutamente sublime do início ao fim" (acrescentando que ele iria enfiar um garfo nos seus olhos caso elogiasse tanto um jogo outra vez).
A história de Portal foi indicada para ser estabelecida no contexto da divulgação de Erving Goffman de sua dramaturgia, A Representação do Eu na Vida Cotidiana, que equivale a própria persona para as áreas frontais e bastidores de um teatro. No caso de Portal, a história se estabelece cuidadosamente na frente do palco, a pretensão do "Centro de Enriquecimento" e sugestões para os problemas nos bastidores através de várias falhas técnicas, e então lentamente revela mais e mais destes bastidores para o jogador durante todo o jogo. Devido a isso, o jogo tornou-se parte do material do curso exigido entre outras obras clássicas e contemporâneas, incluindo o trabalho de Goffman, para um curso de calouros "dedicado a envolver os alunos com questões fundamentais de humanidade a partir de várias perspectivas e promover um senso de comunidade" na Faculdade Wabash em 2010. Portal também tem sido citado como um forte exemplo de instruções para jogadores que pode ser adaptado para situação de aprendizagem mais acadêmicas, como o jogador, através da concepção cuidadosa dos níveis da Valve, primeiramente tenta resolver os quebra-cabeças simples, com muitas sugestões para a solução correta, mas esse apoio é lentamente removido quando o jogador atinge a segunda metade do jogo. Hamish Todd do Rock, Paper, Shotgun considerou Portal um meio exemplar de design de jogo, demonstrando uma série de câmaras logo após o jogador obter a Portal Gun que gentilmente introduz o conceito de "flinging" ("arremesso") sem quaisquer instruções explícitas. Portal foi exibido na Exposição de Arte do Smithsonian nos Estados Unidos a partir de 14 de fevereiro até 30 de setembro de 2012. Portal ganhou a seção de "Ação" para a plataforma "Modern Windows".

## Sequência
Swift afirmou que projetos futuros relacionados a Portal dependeriam da reação da comunidade, dizendo: "Até o momento nós ainda estamos discutindo se queremos adicionar um multiplayer, ou [começar o desenvolvimento de] Portal 2 ou liberar packs de mapas." Alguns rumores sobre uma sequência surgiram devido à chamadas para dubladores. Em 10 de março de 2010, Portal 2 foi anunciado para lançamento no final do ano; o anúncio foi precedido por um jogo de realidade alternativa feito com base em patchs inesperados de Portal que continham mensagem enigmáticas relacionadas a Portal 2, incluindo uma atualização para o jogo, que criou um final diferente para o destino de Chell. No final original Chell é deixada em um estacionamento de carros abandonado logo depois de destruir GLaDOS, porém a atualização alonga a cena final mostrando Chell sendo arrastada por um robô (que não é visto na cena) de volta para a instalação da Aperture Science.
Portal 2 foi lançado em 19 de abril de 2011.

## Adaptação cinematográfica
Em fevereiro de 2013, foi relatado que J.J. Abrams estava em negociações com a Valve para desenvolver um filme baseado em Portal, e também em uma adaptação de Half-Life. Ambos os projetos estão em estado desconhecido de desenvolvimento sem nenhuma data de lançamento confirmada. No início de 2016, Abrams foi questionado se os filmes ainda estavam em desenvolvimento e ele confirmou que o projeto já tinha sido escrito por roteiristas, mas não comentou nenhum progresso.